# 前線航空管制
前線航空管制（英語: Forward Air Control, FAC）は、戦線付近で行われる航空管制。近接航空支援や航空阻止など、戦術爆撃作戦の一環として行われることが多い。

## 概要
前線航空管制の主眼は、攻撃機を適切に統制することで誤爆を防ぎ、最前線で活動する味方地上部隊の安全を確保することにある。また、航空管制と同時に、爆撃効果判定（BDA）も行われることが多いが、これは、砲兵の前進観測班（FO）が射弾観測を行うのと同様である。このように、前線航空管制の業務内容は、多くが砲兵の前進観測と類似・重複しており、このことから、アメリカ軍やイギリス軍では火力支援班（FST）として統合運用されている。また、前線航空管制の担当者は、以前は前線航空管制官と称されていたが、2003年より統合末端攻撃統制官（JTAC）と改称された。
前線航空管制官は、地上部隊に随行するか、航空機に搭乗して活動する。アメリカ空軍では地上部隊として戦術航空統制班（TACP）を編成して、陸軍の在来地上部隊や米軍特殊部隊に同行させている。TACPを構成する兵・下士官には必ず1名以上のJTACが含まれるほか、通信特技兵である無線交信・整備および操作手（ROMAD）がこれを補佐、場合により航空連絡士官（ALO）が指揮官として加わることになる。また、空軍特殊作戦部隊のひとつ、空挺作戦において降下地帯の査定および確保と投下機の誘導を担う戦闘管制官（CCT）も、任務上の必要性からJTACの資格を有しており、他の特殊部隊に同行しての前線航空管制に従事することもしばしばである。これに加え、アメリカ海兵隊でも独自にJTAC資格を有するFACが在籍し、航空艦砲連絡中隊（ANGLICO）から海兵隊の各地上戦闘部隊に配置される。
一方、航空機に搭乗する前線航空管制官のことを、特に機上前線航空管制官（Airborne-Forward Air Controller, A-FAC）と称する。A-FACが搭乗する航空機は、従来は低速の観測機であったが、対空兵器の高性能化・稠密化に伴い、生残性を重視して、比較的高速のジェット機が用いられるようになっており、これをFast FACと称する。
一般的にFAC任務は、ほぼ非武装で敵の上空を低空飛行するため、常に撃墜の危険性を孕む任務であり、ベトナム戦争でのFAC任務では多数の犠牲者が出ており、失われた機体も多い。また、地上任務のFAC要員は（一般的な通信兵同様）狙撃手のターゲットになりやすかった。
航空自衛隊では航空支援活動と呼称しており（英語名称は同じFAC）、1967年から第4航空団飛行群空地作戦講習教育班のもとでFAC要員の育成を行っていた。1985年からは第3航空団航空支援隊（2014年に航空戦術教導団に移管）のもとで「協同戦術課程」を設け、陸海空の自衛隊員にFAC技術の教育を行っている。UH-1を用いたA-FACも行っており、こちらは空中FACと呼称している。
陸上自衛隊では、富士学校特科部などで部隊研究がされ、実働部隊して、水陸機動団特科大隊火力誘導中隊が編成された。同中隊には統合末端攻撃統制官が配置されており、2024年には米軍資格の統合末端攻撃統制官教官も誕生している。

## 日本の主な前線航空管制部隊
- 航空自衛隊
  - 航空戦術教導団
    - 航空支援隊
- 陸上自衛隊
  - 水陸機動団
    - 特科大隊
      - 火力誘導中隊[2][3][4]